# Athanasius Kircher
Athanasius Kircher (AFI: /ataˈnazjʊs ˈkɪɐ̯çɐ/; Geisa, 2 maggio 1602 – Roma, 28 novembre 1680) è stato un gesuita, filosofo, storico e museologo tedesco del XVII secolo.
Pubblicò una quarantina di opere, anzitutto nei campi degli studi orientali, della geologia e della medicina. Kircher è stato paragonato al suo confratello gesuita Ruggero Giuseppe Boscovich e a Leonardo da Vinci per la sua enorme varietà di interessi, ed è stato onorato con il titolo di "maestro in un centinaio d'arti". Insegnò per più di quarant'anni nel Collegio Romano, dove allestì una Wunderkammer.

## Biografia
Nasce il 2 maggio 1602 a Geisa (Turingia), in Germania, ultimo di nove figli. Suo padre, Johannes Kircher di Magonza, aveva studiato la filosofia e la teologia e, invece di divenire prete, si era messo al servizio del principe-abate Baldassare di Fulda.  All'espulsione di questo, Johannes perde le cariche politiche e lo stato sociale che vi era legato e si dedica all'insegnamento e alla vita di famiglia.
Nel 1616, all'età di 14 anni, Athanasius entra come novizio nel Collegio Gesuita di Fulda, dove impara il greco antico e l'ebraico. Entra nell'ordine gesuita a Paderborn il 2 ottobre 1618. Dopo il noviziato, approfondisce le lingue classiche e lo studio delle scienze (1618-1622), prima di studiare la filosofia a Münster e Colonia. A Würzburg riceve l'incarico di professore di filosofia, matematica e lingue orientali. A quest'epoca risale la sua prima pubblicazione: Ars Magnesia (1631).
La sua carriera, però, viene arrestata nel 1631, quando gli eventi della Guerra dei trent'anni lo costringono a cercare rifugio ad Avignone. Lì, allestisce un osservatorio e pubblica un saggio di gnomonica.
Nel 1635 si reca a Roma, perché il papa Urbano VIII (Maffeo Barberini) gli assegna un posto di insegnante di scienze matematiche al Collegio Romano, ma dopo otto anni si dimette dalla docenza per dedicarsi ad una sua grande passione: lo studio dell'antichità.
Nel 1651 fonda, presso il Collegio Romano, il Museo Kircheriano.
Fino al 1670 intrattiene rapporti epistolari con Ferdinando I Gonzaga, principe di Castiglione delle Stiviere ed appassionato di astronomia.
Muore a Roma, all'età di 78 anni, il 28 novembre 1680. Il suo cuore è ancora conservato presso il santuario della Mentorella. Il luogo di sepoltura del corpo è incerto, ma si crede sia nel sotterraneo (ora inaccessibile) che collega la chiesa di Sant'Ignazio di Loyola in Campo Marzio con la chiesa del Gesù, insieme ad altre tombe di prelati e insigni personaggi dell'ordine.

## Interessi culturali e giudizio storico
Kircher fu il più celebre "decifratore" di geroglifici del suo tempo, malgrado buona parte dei suoi presupposti e "traduzioni" in questo campo da allora siano stati smentiti. Egli tuttavia condusse uno dei primissimi studi sui geroglifici egizi, stabilendo il legame corretto tra la lingua egizia antica e il copto, per il quale è stato considerato il fondatore dell'Egittologia. Era inoltre affascinato dalla sinologia e scrisse un'enciclopedia della Cina, nella quale notava per la prima volta la presenza dei cristiani siriaci orientali, ma tentò anche di stabilire collegamenti più tenui con l'Egitto e il cristianesimo d'Oriente.
L'opera di Kircher sulla geologia comprendeva studi su vulcani e fossili. Tra le prime persone ad osservare microbi attraverso un microscopio, fu talmente in anticipo sul suo tempo da proporre la tesi che la peste era causata da un microrganismo infettivo, e da proporre misure efficaci per prevenire la diffusione della malattia. Kircher mostrò inoltre un vivace interesse per la tecnologia e le invenzioni meccaniche: tra le invenzioni che gli sono attribuite vi sono un orologio magnetico, diversi automi e il primo megafono. L'invenzione della lanterna magica è spesso attribuita impropriamente a Kircher, che condusse uno studio sui principi inerenti nel suo trattato Ars magna lucis et umbrae. Successivamente, il suo allievo Kaspar Schott ne approfondì lo studio nel suo testo Magia optica del 1671, basato anche sul suo soggiorno ventennale a Palermo. 
Fu una delle più famose personalità del suo tempo in campo scientifico, venendo oscurato verso la fine della sua vita dal razionalismo di Cartesio e altri. Nel tardo XX secolo, tuttavia, la qualità estetica della sua opera ha ricominciato ad essere apprezzata. Uno studioso moderno, Alan Cutler, ha descritto Kircher come "un gigante tra gli studiosi del XVII secolo" e "uno degli ultimi pensatori che potrebbero giustamente rivendicare come loro dominio tutta la conoscenza". Un altro studioso, Edward W. Schmidt, si riferisce a Kircher come all'"ultimo uomo del Rinascimento", ma in realtà egli non fu un passatista, fu invece completamente uomo del suo tempo, immerso in quella corrente enciclopedica tipica e ben radicata del sec. XVII che si sarebbe poi trasformata e consolidata nel secolo successivo.

## La traduzione dei geroglifici egizi
Verso la fine del 1615, Pietro Della Valle, cavaliere e patrizio romano, durante un viaggio in Egitto trova nella città del Cairo un antico vocabolario copto-arabo. Questo vocabolario, secondo le sue parole, era «nascosto tra uomini le cui menti ignoranti erano incapaci di apprezzarlo»: così lo porta a Roma, dove è sicuro sarà un valido aiuto per riscoprire la lingua degli antichi egizi.

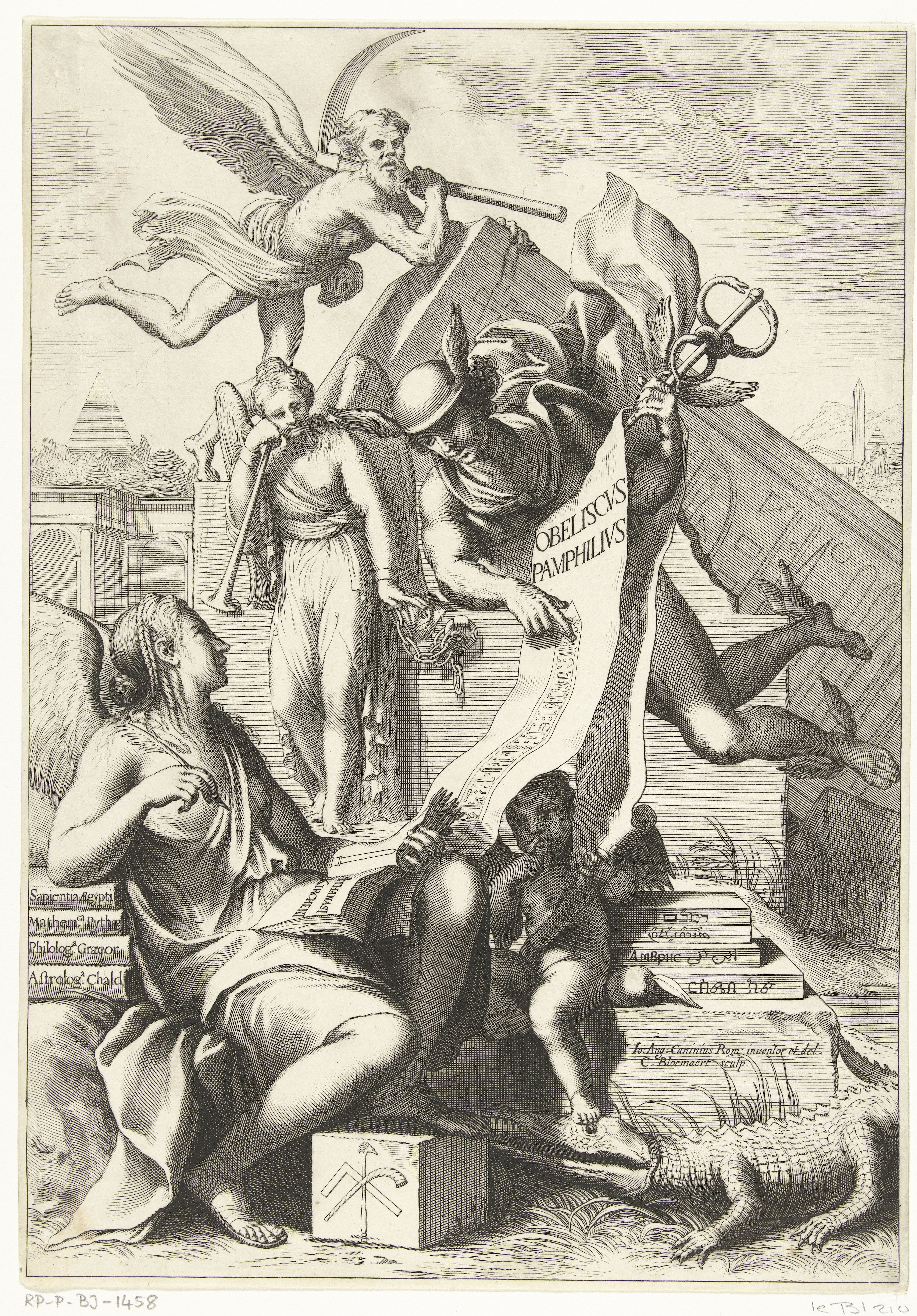
Frontespizio dell'Obeliscus Pamphilius, di Athanasius Kircher (Roma, 1650).

A Roma, Nicolas-Claude Fabri de Peiresc, senatore nel parlamento di Aix, vuole tradurlo in latino: per farlo contatta proprio Kircher, suo buon amico. Malgrado la ritrosia iniziale, non sentendosi all'altezza dell'operazione, alla fine egli accetta. Quando poi la notizia della traduzione arriva alle orecchie del Papa, Kircher è richiamato a Roma per eseguire lì l'operazione.
Nell'arco di due anni la traduzione è pronta, ma ne viene rimandata la pubblicazione a causa di un viaggio intrapreso da Kircher in Sicilia ed a Malta. A causa anche della mancanza di attrezzatura per stampare i caratteri geroglifici, la traduzione rimarrà inedita per alcuni anni, tanto da spingere l'autore a rinunciare a pubblicarla.
La situazione si sblocca solo con l'intervento dell'Imperatore del Sacro Romano Impero, che stanzia personalmente i fondi per stampare i caratteri orientali e per coprire le spese totali dell'operazione. Kircher è estasiato da questo aiuto inaspettato, tanto da elogiare più volte, nell'introduzione della sua opera, «questo ferreo imperatore che non era tanto sopraffatto dalla barbarie della guerra e da ondate su ondate di invasioni da dedicarsi interamente a Marte dimenticando Pallade Atena».
L'opera vede la luce in tre parti: la grammatica, il vocabolario ed un elenco di parole in ordine alfabetico. Kircher si avvale dell'aiuto di Abraham Ecchellensis, studioso di lingue orientali.
Malgrado l'autore si auguri nell'introduzione di essersi «acquistato da una posterità riconoscente qualche ringraziamento quando a tempo debito avrà tratto tutti i frutti del nostro lavoro», la "posterità" ricorda Kircher come aneddoto storico. La sua traduzione dei geroglifici egizi, infatti, è  riconosciuta come errata in gran parte: si dovrà attendere il 1821 per una traduzione definitiva dei geroglifici ad opera di Jean-François Champollion.
Kircher adottò infatti un tipo di interpretazione dei geroglifici radicalmente diversa da quella di oggi: egli pensava che ogni simbolo racchiudesse in sé una molteplicità infinita di significati, rivelati dalla divinità direttamente a chi li aveva scritti, come una sorta di lingua sapienziale: in questo modo Kircher poté riscontrare elementi religiosi propri del cristianesimo della sua epoca anche nei segni geroglifici, ascrivendo questa presunta coincidenza di significati alla comune origine divina della rivelazione cristiana e della sapienza egizia.

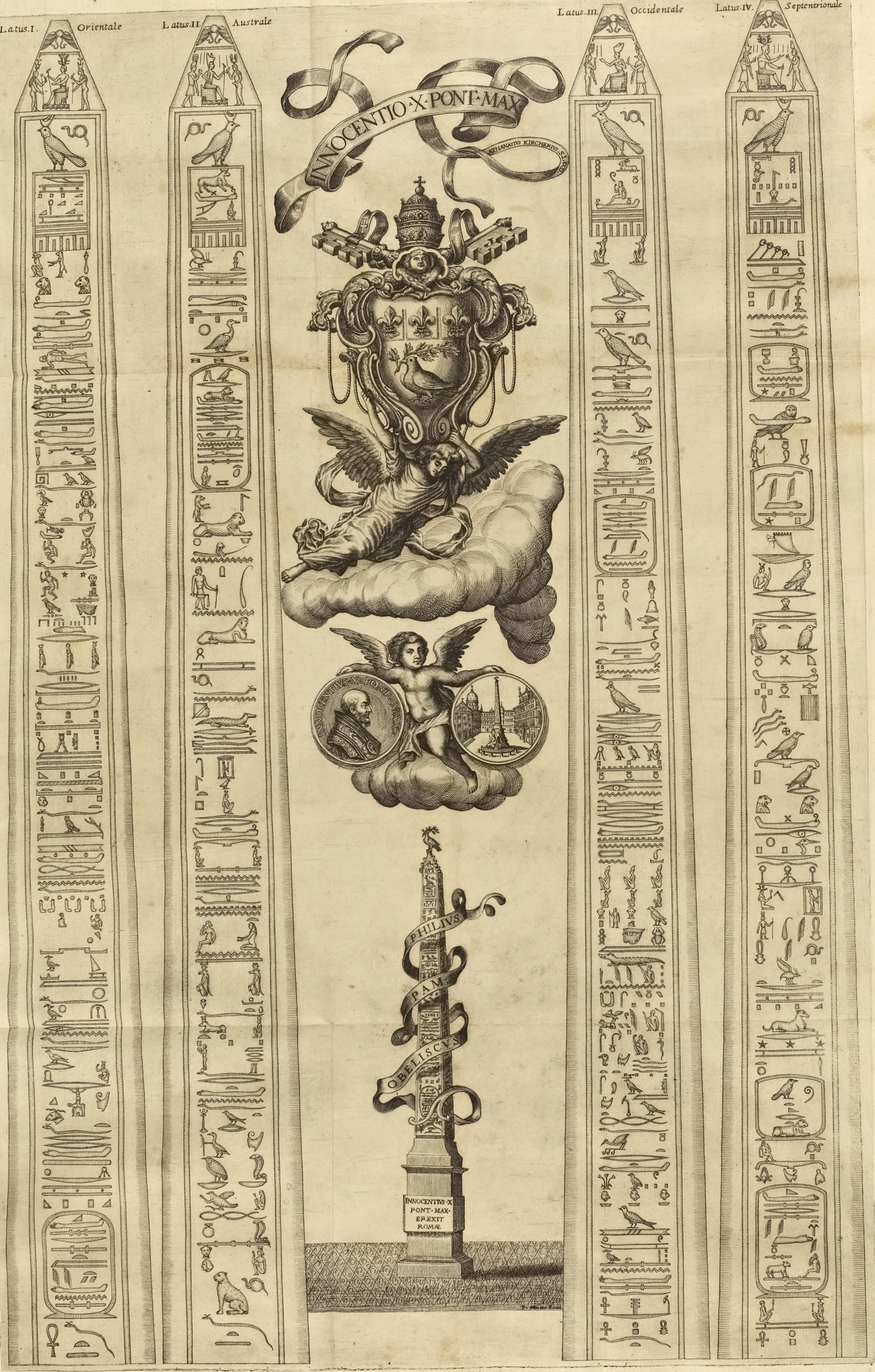
Iscrizioni geroglifiche nell'Obeliscus Pamphilius.

La natura "magica" del geroglifico rispetto all'alfabeto normale richiedeva dunque, per Kircher, un atteggiamento diverso da quello del traduttore che compila un vocabolario (questo è stato l'approccio moderno ai geroglifici), cercando un'attitudine più simile a quella dell'iniziato o del sapiente, che gli permettesse di penetrare i significati ermeticamente "sigillati" nei segni sacri. I significati ottenuti non sarebbero però stabili, rinviando continuamente ad altri sensi: geroglifico per Kircher è ogni segno che dia origine a uno slittamento continuo di senso. Questa linea interpretativa, a cui oggi viene negato un rigore scientifico, era a suo tempo originale e brillante, essendo Kircher tra i primi ad applicare le concezioni del neoplatonismo rinascimentale all'interpretazione dei geroglifici.
In termini moderni si può dire che Kircher lesse l'aspetto simbolico dei geroglifici invece che quello semantico; caratteristiche del geroglifico sono, per il gesuita, l'analogia (corrispondenza iconica tra segno e oggetto denotato), l'intuitività (comprensione tramite intuizione) e la motivazione formale (ogni elemento grafico è motivato nella sua forma), che ne fanno appunto un simbolo, diversamente da una lettera dell'alfabeto latino, che è solo un segno.
Nel 1644 Kircher inizia la collaborazione con Gianlorenzo Bernini per la progettazione della Fontana dei Quattro Fiumi a piazza Navona in Roma, in qualità di esperto di geroglifici. Kircher ha dedicato un'intera opera alla decifrazione delle iscrizioni geroglifiche presenti sull'obelisco intorno al quale sarebbe sorta la fontana (Obeliscus Pamphilius, 1650).
Per Kircher il geroglifico è il modo più adatto per parlare dei misteri della Religione: «Symbola Hieroglyphica, uti ex omnibus mundalium rerum classibus assumpta fuerunt: ita magnae quoque virtutis et efficaciae ob miram et occultam cum supramundanis causis connexionem, fuisse…» (p. 19) «Atque adeo idem Aegyptiis contigisse videtur, quod moderno tempore in nostrae Christianae Religionis Mysteriis exhibendis praestari videmus; in quibus tametsi Divinitatis Mysteria, ut SS. Triadis, Incarnationis Verbi aeterni, sub alia et alie ratione depicta videas, unum tamen semper et idem, quoad essentialem significationem, exhibant…».

## Opere
Scrittore prolifico di fama europea, fu autore di molte opere dedicate a vari campi del sapere, dalla filologia alla fisica, alla liturgia sacra, all'astronomia, alla storia naturale, alla matematica, alla musica, all'egittologia, alla geografia e alla civiltà cinese. Tra le principali opere scientifiche ricordiamo Magnes, sive de arte magnetica (1641), l'Ars magna lucis et umbrae (1645), il Mundus subterraneus (1665), l'Organum mathematicum (1668) e la Musurgia universalis (1650) nella quale descrive l'Abacus harmonicus e l'Arca Musarithmica.
Le sue opere in ordine cronologico:
- 1631 - Ars Magnesia

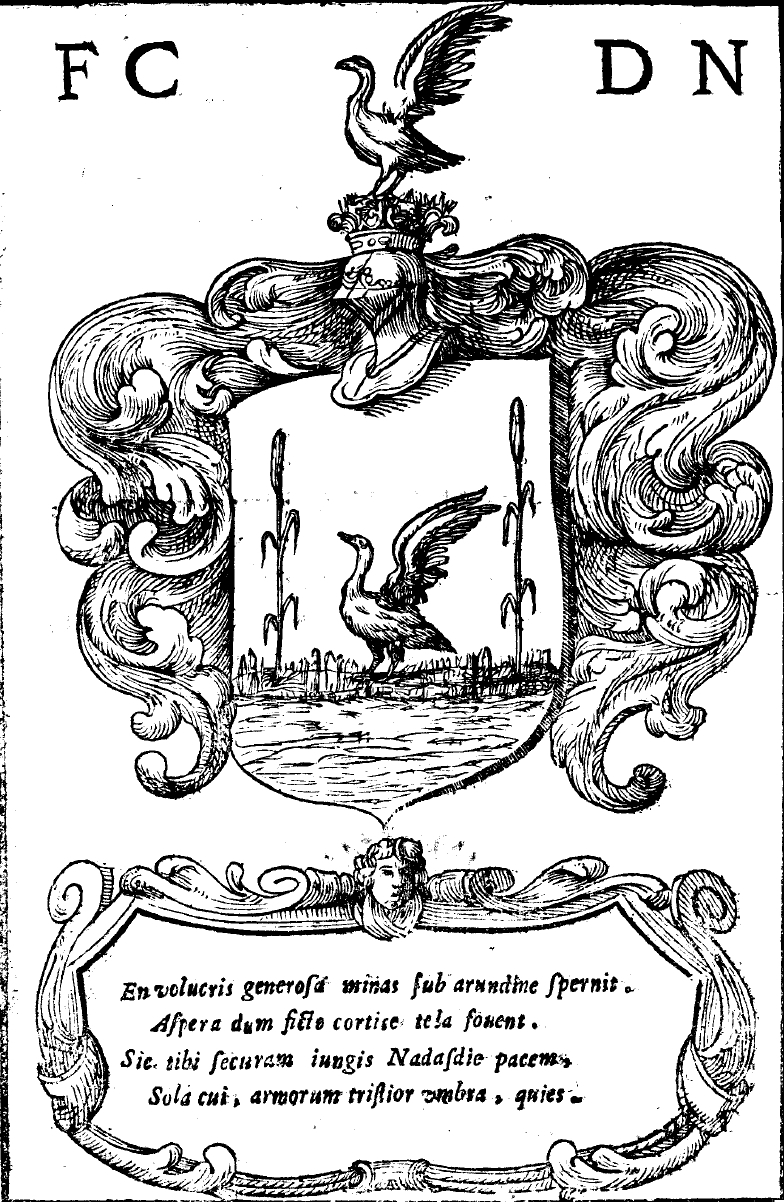
Arithmologia, 1665, antiporta.

Latium, 1671, antiporta.

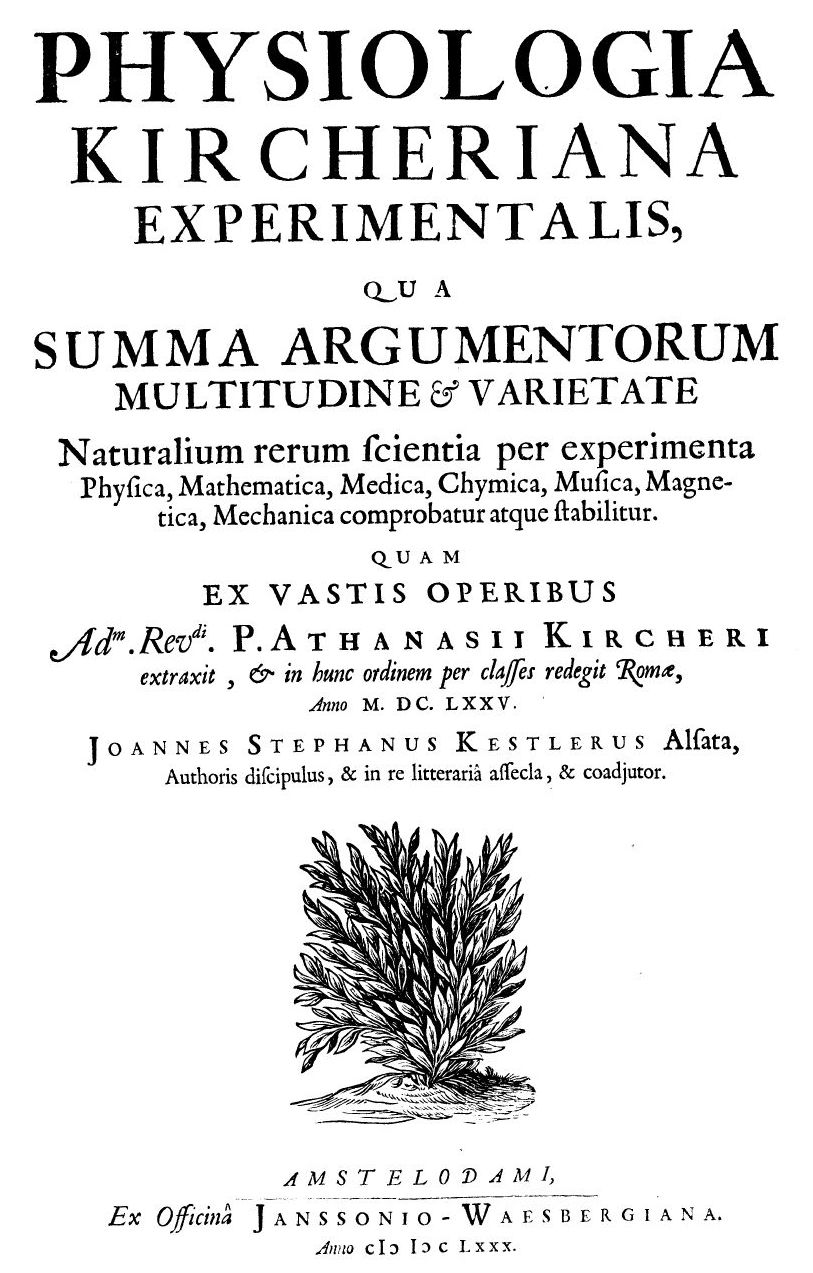
Physiologia Kircheriana experimentalis, 1680, frontespizio.

- 1635 - Primitiae gnomonicae catoptricae
- 1636 - Prodromus Coptus sive Ægyptiacus
- 1638 - Specula Melitensis encyclica, hoc est syntagma novum instrumentorum physico- mathematicorum
- 1641 -  Magnes, sive de arte magnetica, Romae, sumptibus Blasij Deuersin, & Zanobij Masotti bibliopolarum, typis Vitalis Mascardi, 1654.
- 1643 - Lingua Ægyptiaca restituta
- 1645–1646 - Ars Magna Lucis et umbrae in mundo (in cui spiega il significato delle Tavole sciateriche)
- 1650 - Obeliscus Pamphilius
- 1650 - Musurgia universalis, sive ars magna consoni et dissoni
- 1652–1655 - Œdipus Ægyptiacus
- 1656 - Itinerarium extaticum s. opificium coeleste
- 1657 - Iter extaticum secundum, mundi subterranei prodromus
- 1658 - Scrutinium Physico-Medicum Contagiosae Luis, quae dicitur Pestis
- 1660 -  Iter extaticum coeleste, Herbipoli, sumptibus Joh. Andr. & Wolffg. jun. Endetorum haeredibus; prostat Norimbergae: apud eosdem.
- 1660 - Pantometrum Kircherianum ... explicatum a G. Schotto
- 1661 - Diatribe de prodigiosis crucibus
- 1663 - Polygraphia nova et universalis ex combinatoria arte directa
- 1664–1678 - Mundus subterraneus, quo universae denique naturae divitiae
- 1665 - Historia Eustachio-Mariana
- 1665 -  Arithmologia, sive de abditis numerorum mysterijs qua origo, antiquitas et fabrica numerorum exponitur, Romae, ex typographia Varesij.
- 1666 - Obelisci Aegyptiaci ... interpretatio hieroglyphica
- 1667 - China monumentis: qua sacris quà profanis nec non variis naturae et artis spectaculis aliarumque rerum memorabilium argumentis illustrata
- 1667 -  Magneticum naturae regnum, sive disceptatio physiologica de triplici in natura rerum magnete, Romae, typis Ignatij de Lazaris.
- 1668 - Organum mathematicum
- 1669 - Principis Christiani archetypon politicum
- 1669 -  Latium, Amstelodami, apud Joannem Janssonium à Waesberge, & haeredes Elizei Weyerstraet, 1671.
- 1669 - Ars magna sciendi sive combinatoria
- 1670 - La Chine [...] illustrée de plusieurs monuments tant sacrés que profanes [...]
- 1671 - Ars magna lucis et umbrae
- 1673 - Phonurgia nova, sive conjugium mechanico-physicum artis & natvrae paranympha phonosophia concinnatum
- 1675 - Arca Noë
- 1676 - Sphinx mystagoga
- 1676 - Obelisci Aegyptiaci
- 1679 - Musaeum Collegii Romani Societatis Jesu
- 1679 - Turris Babel, sive archontologia
- 1679 -  Tariffa Kircheriana, sive mensa Pythagorica expansa, Romae, typis & sumptibus Nicolai Angeli Tinassij.
- 1680 -  Physiologia Kircheriana experimentalis, Amstelodami, ex Officina Janssonio-Waesbergiana.

## Musica
Nel 1995 il gruppo francese Lightwave ispirato al suo Mundus Subterraneus ha pubblicato l'omonimo album.

## Arte
Athanasius Kircher è spesso citato come l'inventore della lanterna magica (1675), nota per la sua capacità di proiettare ingranditi disegni e pitture su vetri trasparenti, utilizzando lanterne a petrolio o candele. Nel giro di pochi anni, anche la lanterna magica, così come la camera oscura, farà impazzire il mondo. Sono famose le illustrazioni e le caricature che raffigurano proiezionisti che vanno in giro per i mercati di paese col loro attrezzo magico e l'organino per suonare nel corso delle rappresentazioni, come fossero dei piccoli cinema ambulanti primordiali.